# Classificació de la Copa del Món de futbol 1950
Per a la Copa del Món de Futbol 1950, disputada al Brasil l'any 1950, s'hi van inscriure 34 equips per a un total de 16 places disponibles. El campió (Itàlia) i l'organitzador (Brasil) es van classificar automàticament.
Els 32 equips restants van ser dividits en 10 grups, per proximitat geogràfica, de la següent manera:
- Europa: 7 places per 18 equips (inclosos Israel i Síria). Grups 1 al 6.
- Sud-amèrica: 4 places per 7 equips. Grups 7 i 8.
- Nord-amèrica i el Carib: 2 places per 3 equips. Grup 9.
- Àsia: 1 plaça per 4 equips. Grup 10.

## Europa

### Grup 1
En aquest grup hi van prendre part per primer cop als Campionats del Món les quatre seleccions britàniques. S'aprofità com a fase de classificació el Campionat Britànic de Nacions de la temporada 1949-1950.
| Equip            | Pts | PJ | PG | PE | PP | GF | GC |
| ---------------- | --- | -- | -- | -- | -- | -- | -- |
| Anglaterra       | 6   | 3  | 3  | 0  | 0  | 14 | 3  |
| Escòcia          | 4   | 3  | 2  | 0  | 1  | 10 | 3  |
| Irlanda del Nord | 1   | 3  | 0  | 1  | 2  | 4  | 17 |
| Gal·les          | 1   | 3  | 0  | 1  | 2  | 1  | 6  |

| Data                   | Seu        | Partit           | Partit           | Partit | Partit           | Partit           |
| ---------------------- | ---------- | ---------------- | ---------------- | ------ | ---------------- | ---------------- |
| 1 d'octubre de 1949    | Belfast    | Irlanda del Nord | Irlanda del Nord | 2-8    | Escòcia          | Escòcia          |
| 15 d'octubre de 1949   | Cardiff    | Gal·les          | Gal·les          | 1-4    | Anglaterra       | Anglaterra       |
| 9 de novembre de 1949  | Glasgow    | Escòcia          | Escòcia          | 2-0    | Gal·les          | Gal·les          |
| 16 de novembre de 1949 | Manchester | Anglaterra       | Anglaterra       | 9-2    | Irlanda del Nord | Irlanda del Nord |
| 8 de març de 1950      | Wrexham    | Gal·les          | Gal·les          | 0-0    | Irlanda del Nord | Irlanda del Nord |
| 15 d'abril de 1950     | Glasgow    | Escòcia          | Escòcia          | 0-1    | Anglaterra       | Anglaterra       |

Escòcia, però, es retirà del campionat, ja que havia anunciat que només hi participaria si es classificava primera del grup. La FIFA convidà França per a substituir-la, però tot i acceptar inicialment, finalment també refusà. El segon classificat d'aquest grup restà, finalment, vacant.
- Classificats: Anglaterra i Escòcia (renuncià)

### Grup 2
| Data                   | Seu    | Partit  | Partit  | Partit | Partit | Partit |
| ---------------------- | ------ | ------- | ------- | ------ | ------ | ------ |
| 20 de novembre de 1949 | Ankara | Turquia | Turquia | 7-0    |        | Síria  |

Síria es retirà després d'aquest primer partit. A la segona ronda Àustria, que s'havia d'enfrontar a Turquia també es retirà, pel que els turcs es classificaren per la fase final. Aquests, però, també hi renunciaren. La plaça fou oferta a Portugal, que la rebutjà i finalment quedà vacant.
- Classificat: Turquia (renuncià)

### Grup 3
| Data                   | Seu       | Partit     | Partit                                     | Partit         | Partit                                     | Partit     |
| ---------------------- | --------- | ---------- | ------------------------------------------ | -------------- | ------------------------------------------ | ---------- |
| 21 d'agost de 1949     | Belgrad   | Iugoslàvia | República Federal Socialista de Iugoslàvia | 6-0            | Israel                                     | Israel     |
| 18 de setembre de 1949 | Tel-Aviv  | Israel     | Israel                                     | 2-3            | República Federal Socialista de Iugoslàvia | Iugoslàvia |
| 9 d'octubre de 1949    | Belgrad   | Iugoslàvia | República Federal Socialista de Iugoslàvia | 1-1            | França                                     | França     |
| 30 d'octubre de 1949   | París     | França     | França                                     | 1-1            | República Federal Socialista de Iugoslàvia | Iugoslàvia |
| 11 de desembre de 1949 | Florència | Iugoslàvia | República Federal Socialista de Iugoslàvia | 3-2 (pròrroga) | França                                     | França     |

- Classificat: Iugoslàvia

### Grup 4
| Data                   | Seu       | Partit    | Partit    | Partit | Partit    | Partit    |
| ---------------------- | --------- | --------- | --------- | ------ | --------- | --------- |
| 26 de juny de 1949     | Zúric     | Suïssa    | Suïssa    | 5-2    | Luxemburg | Luxemburg |
| 18 de setembre de 1949 | Luxemburg | Luxemburg | Luxemburg | 2-3    | Suïssa    | Suïssa    |

A la ronda final Bèlgica s'havia d'enfrontar a Suïssa però es retirà, de forma que aquests es classificaren per a la fase final.
- Classificat: Suïssa

### Grup 5
| Equip     | Pts | PJ | PG | PE | PP | GF | GC |
| --------- | --- | -- | -- | -- | -- | -- | -- |
| Suècia    | 4   | 2  | 2  | 0  | 0  | 6  | 2  |
| Irlanda   | 3   | 4  | 1  | 1  | 2  | 6  | 7  |
| Finlàndia | 1   | 2  | 0  | 1  | 1  | 1  | 4  |

| Data                   | Seu      | Partit    | Partit    | Partit | Partit    | Partit    |
| ---------------------- | -------- | --------- | --------- | ------ | --------- | --------- |
| 2 de juny de 1949      | Estocolm | Suècia    | Suècia    | 3-1    | Irlanda   | Irlanda   |
| 8 de setembre de 1949  | Dublín   | Irlanda   | Irlanda   | 3-0    | Finlàndia | Finlàndia |
| 9 d'octubre de 1949    | Hèlsinki | Finlàndia | Finlàndia | 1-1    | Irlanda   | Irlanda   |
| 13 de novembre de 1949 | Dublín   | Irlanda   | Irlanda   | 1-3    | Suècia    | Suècia    |

- Classificat: Suècia

### Grup 6
| Data              | Seu    | Partit   | Partit   | Partit | Partit   | Partit   |
| ----------------- | ------ | -------- | -------- | ------ | -------- | -------- |
| 2 d'abril de 1950 | Madrid | Espanya  | Espanya  | 5-1    | Portugal | Portugal |
| 9 d'abril de 1950 | Lisboa | Portugal | Portugal | 2-2    | Espanya  | Espanya  |

- Classificat: Espanya

## Sud-amèrica

### Grup 7
Argentina s'havia d'enfrontar a Bolívia i Xile però es retirà.
- Classificats: Bolívia i Xile

### Grup 8
Equador i el Perú s'havien d'enfrontar al Paraguai i Uruguai però es retiraren.
- Classificats: Paraguai i Uruguai

## Nord-amèrica

### Grup 9
| Equip        | Pts | PJ | PG | PE | PP | GF | GC |
| ------------ | --- | -- | -- | -- | -- | -- | -- |
| Mèxic        | 8   | 4  | 4  | 0  | 0  | 17 | 2  |
| Estats Units | 3   | 4  | 1  | 1  | 2  | 8  | 14 |
| Cuba         | 1   | 4  | 0  | 1  | 3  | 3  | 11 |

| Data                   | Seu             | Partit       | Partit                 | Partit | Partit                 | Partit       |
| ---------------------- | --------------- | ------------ | ---------------------- | ------ | ---------------------- | ------------ |
| 4 de setembre de 1949  | Ciutat de Mèxic | Mèxic        | Mèxic                  | 6-0    | Estats Units d'Amèrica | Estats Units |
| 11 de setembre de 1949 | Ciutat de Mèxic | Mèxic        | Mèxic                  | 2-0    | Cuba                   | Cuba         |
| 14 de setembre de 1949 | Ciutat de Mèxic | Cuba         | Cuba                   | 1-1    | Estats Units d'Amèrica | Estats Units |
| 18 de setembre de 1949 | Ciutat de Mèxic | Mèxic        | Mèxic                  | 6-2    | Estats Units d'Amèrica | Estats Units |
| 21 de setembre de 1949 | Ciutat de Mèxic | Estats Units | Estats Units d'Amèrica | 5-2    | Cuba                   | Cuba         |
| 25 de setembre de 1949 | Ciutat de Mèxic | Mèxic        | Mèxic                  | 3-0    | Cuba                   | Cuba         |

- Classificats: Mèxic i Estats Units

## Àsia

### Grup 10
Birmània, Filipines i Indonèsia es retiraren i per això l'Índia es classificà automàticament. Però l'obligació de la FIFA a usar sabatilles durant el torneig provocà que finalment els índis també renunciesin. D'aquesta manera cap participant asiàtic hi prengué part.
- Classificat: Índia (renuncià)